# كوميك بومبوم
كوميك بومبوم (コミックボンボン Komikku Bonbon) كانت مجلة شهرية للمانجا اليابانية تنشرها كودانشا وتستهدف الأولاد في المدارس الابتدائية. لكل إصدار أكثر من 700 صفحة، منها 80 عبارة عن إعلانات كاملة الألوان. على غرار منافستها CoroCoro Comic، فقد ارتبطت المجلة بعلاقة وثيقة مع صانعي الألعاب.

## التاريخ
تم إنشاء كوميك بومبوم في عام 1981، وتم نشر العدد الأول في 15 أكتوبر 1981. موبايل سويت جاندام (بالإنجليزية: Mobile Suit Gundam)‏ والذي كان شعبيًا للغاية في ذلك الوقت. على الرغم من أن شعبية مانجا جاندام تتمركز في الفئة العمرية العليا، إلا أن شعبيتها امتدت ببطء إلى الفئة العمرية الأدنى في شكل ألعاب، وبالتالي تقرر نشر محتوى الألعاب بشكل أساسي. تم نشر العديد من المسلسلات الشعبية في كوميك بومبوم مثل سلسلة SD Gundam وسلسلة ميجا مان و Medarot، على سبيل المثال لا الحصر.

## روابط خارجية
- كوميك بومبوم على موقع ANN manga (الإنجليزية)

كوميك بومبوم  في شبكة أخبار الأنمي